# Liste der Stolpersteine in Stuttgart-West
In der Liste der Stolpersteine in Stuttgart-West sind alle
123
Stolpersteine aufgeführt, die im Stuttgarter Stadtbezirk Stuttgart-West im Rahmen des Projekts des Künstlers Gunter Demnig an mehreren Terminen verlegt wurden. Auf Betreiben der Initiative Stolpersteine Stuttgart-West wurde der erste Stolperstein im Stuttgarter Westen am 23. September 2005 gesetzt., der bislang letzte im September 2024.

## Stolpersteine in Stuttgart-West
Die Tabelle ist teilweise sortierbar; die Grundsortierung erfolgt alphabetisch nach dem Verlegeort. Zusammengefasste Adressen von Verlegeorten zeigen an, dass mehrere Stolpersteine an einem Ort verlegt wurden. Die Spalte Person, Inschrift kann nach dem Namen der Person alphabetisch sortiert werden.
| Bild | Person, Inschrift | Verlegeort                             | Verlege- datum  | Information |
| --- | --- | -------------------------------------- | --------------- | --- |
| | HIER WIRKTE OTTILIE LAHNSTEIN JG. 1872 DEPORTIERT 1942 ERMORDET 1943 IN THERESIENSTADT                                                                                              | Am Kräherwald 271 (Lage)               | 10. Nov. 2006   | |
| | HIER WOHNTE HELENE LUISE JORDAN GENANNT NELLY GEB. JORDAN JG. 1871 DEPORTIERT 1942 ERMORDET 1943 IN THERESIENSTADT                                                                  | Augustenstraße 39A (Lage)              |                 | Trivia: Die Schriftstellerin Christa Wolf beschreibt in ihrem 1976 erschienenen autobiografischen Werk Kindheitsmuster ihr kindliches Alter Ego und benennt es rückblickend Nelly Jordan. |
| | HIER WOHNTE LISA JORDAN JG. 1898 DEPORTIERT 1941 ERSCHOSSEN 1942 IN RIGA | Augustenstraße 39A (Lage)              |                 | |
| | HIER WOHNTE PAUL PICK JG. 1894 DEPORTIERT 1941 THERESIENSTADT ERMORDET 1944 IN RIGA                                                                                                 | Augustenstraße 39B Stolperstein        |                 | |
| | HIER WOHNTE EMMA PICK GEB. BAUM JG. 1896 DEPORTIERT 1941 THERESIENSTADT ERMORDET 1944 IN STUTTHOF                                                                                   | Augustenstraße 39B Stolperstein        |                 | |
| | HIER WOHNTE GERTRUD HAARBURGER GEB. UHLMANN JG. 1874 DEPORTIERT 1942 ERMORDET 1943 IN THERESIENSTADT                                                                                | Augustenstraße 49 Stolperstein         | 14. März 2008   | |
| | HIER WOHNTE AMALIE 'MALI' ALTER GEB. ARDEL JG. 1874 ABGESCHOBEN 1938 NACH POLEN ? ?                                                                                                 | Augustenstraße 65 Stolperstein         |                 | Mali (Amalie) Alter |
| | HIER WOHNTE SANDOR ALTER JG. 1876 ABGESCHOBEN 1938 NACH POLEN ? ? | Augustenstraße 65 Stolperstein         |                 | Sandor (Alexander) Alter |
| | HIER WOHNTE ROLAND STÜTZ JG. 1929 EINGEWIESEN 1937 HEILANSTALT STETTEN 'VERLEGT' 13.9.1940 GRAFENECK ERMORDET 13.9.1940 AKTION T4                                                   | Bebelstraße 12B Stolperstein           |                 | |
| | ... MAX WAGNER ... | Bebelstraße 29/2 Stolperstein          | 24. Sep. 2007   | |
| | HIER WOHNTE ANTON HUMMLER JG. 1908 VERHAFTET 22.9.1943 ERMORDET 25.9.1944 IM ZUCHTHAUS BRANDENBURG                                                                                  | Bebelstraße 43/1 Stolperstein          | 24. Sep. 2007   | |
| | HIER WOHNTE ADOLF LAEMLE JG. 1880 DEPORTIERT 1942 IZBICA ERMORDET | Bismarckstraße 77 Stolperstein         | 12. Apr. 2011   | |
| | HIER WOHNTE ELLA LAEMLE GEB. KOCH JG. 1889 DEPORTIERT 1942 IZBICA ERMORDET | Bismarckstraße 77 Stolperstein         | 12. Apr. 2011   | |
| | HIER WOHNTE GUSTAV ARNSTEIN JG. 1865 GEDEMÜTIGT/ENTRECHTET FLUCHT IN DEN TOD 1.6.1940                                                                                               | Bismarckstraße 79 Stolperstein         |                 | |
| | HIER WOHNTE PAUL REIS JG. 1904 EINGEWIESEN 1935 'HEILANSTALT' STETTEN ERMORDET 5.11.1940 GRAFENECK AKTION T4                                                                        | Bismarckstraße 85 Stolperstein         | 8. Okt. 2010    | |
| | HIER WOHNTE CHARLOTTE BEHR GEB. MAYER JG. 1869 DEPORTIERT 1942 THERESIENSTADT ERMORDET 1942 IN TREBLINKA                                                                            | Breitscheidstraße 35 Stolperstein      | 28. Apr. 2006   | |
| HIER WOHNTE BETTY ROSENFELD JG. 1907 DEPORTIERT 1942 ERMORDET IN AUSCHWITZ                                                                | | Breitscheidstraße 35 Stolperstein      | Betty Rosenfeld | |
| HIER WOHNTE CHARLOTTE ROSENFELD JG. 1905 DEPORTIERT 1941 ERMORDET IN RIGA                                                                 | | Breitscheidstraße 35 Stolperstein      |                 | |
| HIER WOHNTE THERESIA ROSENFELD GEB. MAYER JG. 1872 DEPORTIERT 1942 THERESIENSTADT ERMORDET 1942 IN TREBLINKA                              | | Breitscheidstraße 35 Stolperstein      |                 | |
| | HIER WOHNTE SIEGFRIED FLEURSHEIMER JG. 1864 DEPORTIERT 1942 THERESIENSTADT ERMORDET 1942                                                                                            | Breitscheidstraße 49 Stolperstein      |                 | |
| | ... GOTTFRIED GUMBEL ... | Cäsar-Flaischlen-Straße 7 Stolperstein |                 | |
| | ... SELMA GUMBEL ... | Cäsar-Flaischlen-Straße 7 Stolperstein |                 | |
| | ... ELSA ERLEBACHER ... | Dillmannstraße 19 Stolperstein         |                 | |
| | ... ELSA 'ERIKA' LANDSBERGER ... | Dillmannstraße 19 Stolperstein         |                 | |
| | ... FRANZISKA OPPENHEIM ... | Dillmannstraße 19 Stolperstein         |                 | |
| | ... ERNA STRAUSS ... | Dillmannstraße 19 Stolperstein         |                 | |
| | ... RECHA SCHMAL ... | Dillmannstraße 19 Stolperstein         | 18. Sep. 2024   | |
| | HIER WOHNTE ADOLF SCHÄFER JG. 1875 DEPORTIERT 1943 IZBICA ERMORDET | Elisabethenstraße 40                   | 23. Mai 2015    | Adolf und Lina Schäfer |
| HIER WOHNTE LINA SCHÄFER GEB. MARX JG. 1879 DEPORTIERT 1943 IZBICA ERMORDET                                                               | 23. Mai 2015 | Elisabethenstraße 40                   |                 | |
| | ... GELLA HESS ... | Falkertstraße 103 Stolperstein         |                 | |
| | ... SALOMON HESS ... | Falkertstraße 103 Stolperstein         |                 | |
| | ... JOHANNA HARBURGER ... | Falkertstraße 88 Stolperstein          |                 | |
| | ... SOPHIE ROSENTHAL ... | Falkertstraße 88 Stolperstein          |                 | |
| | HIER WOHNTE ALFRED HAMBURGER JG. 1881 DEPORTIERT 1942 ERMORDET 1944 THERESIENSTADT                                                                                                  | Feuerleinstraße 4 (Lage)               | 17. Mai 2014    | |
| | HIER WOHNTE CLARA HAMBURGER GEB. KATZ JG. 1884 DEPORTIERT 1942 ERMORDET 1942 THERESIENSTADT                                                                                         | Feuerleinstraße 4 (Lage)               | 17. Mai 2014    | |
| | HIER WOHNTE AMALIE FRIEDMANN GEB. SILBER JG. 1871 DEPORTIERT 1943 THERESIENSTADT ERMORDET                                                                                           | Feuerseeplatz 5 (Lage)                 | 6. Nov. 2023    | |
| | HIER WOHNTE GUSTAV BECHHÖFER JG. 1874 GEDEMÜTIGT/ENTRECHTET FLUCHT IN DEN TOD 13.11.1940                                                                                            | Feuerseeplatz 12 Stolperstein          |                 | |
| | HIER WOHNTE MATHILDE BECHHÖFER JG. 1879 GEDEMÜTIGT/ENTRECHTET FLUCHT IN DEN TOD 13.11.1940                                                                                          | Feuerseeplatz 12 Stolperstein          |                 | |
| | HIER WOHNTE PAULA BEIFUS GEB. JONAS JG. 1888 DEPORTIERT 1943 AUSCHWITZ ERMORDET 1943                                                                                                | Gaußstraße 95 Stolperstein             | 15. März 2023   | |
| | HIER WOHNTE OTTO ROTHSCHILD JG. 1891 DEPORTIERT 1942 THERESIENSTADT ERMORDET 1944 IN AUSCHWITZ                                                                                      | Hegelstraße 49 (Lage)                  | 22. Nov. 2011   | |
| | ... BENEDIKT KAUFMANN ... | Hermannstraße 16 Stolperstein          |                 | |
| | ... FRIEDA KAUFMANN ... | Hermannstraße 16 Stolperstein          |                 | |
| | ... ALBERT LEVI ... | Hermannstraße 16 Stolperstein          |                 | |
| | HIER WOHNTE ELISABETH EINSTEIN JG. 1899 DEPORTIERT 1942 IZBICA ERMORDET | Hölderlinstraße 37 Stolperstein        |                 | Elisabeth Karoline Einstein |
| | HIER WOHNTE FRITZ EINSTEIN JG. 1923 DEPORTIERT ERMORDET 1942 IN STUTTHOF | Hölderlinstraße 37 Stolperstein        |                 | |
| | HIER WOHNTE INGEBORG EINSTEIN JG. 1928 DEPORTIERT 1942 IZBICA ERMORDET | Hölderlinstraße 37 Stolperstein        |                 | Inge (Ingeborg Felicia) Einstein |
| | HIER WOHNTE LEOPOLD EINSTEIN JG. 1895 DEPORTIERT 1942 IZBICA ERMORDET | Hölderlinstraße 37 Stolperstein        |                 | |
| | HIER WOHNTE ERNA UHLMAN VERH. DIETZ JG. 1903 DEPORTIERT 1942 FLUCHT IN DEN TOD AUF TRANSPORT                                                                                        | Hölderlinstraße 57 Stolperstein        |                 | |
| HIER WOHNTE HANNCHEN UHLMAN GEB. GROMBACHER JG. 1879 DEPORTIERT 1942 THERESIENSTADT ERMORDET 1943                                         | | Hölderlinstraße 57 Stolperstein        | Johanna Uhlman  | |
| HIER WOHNTE LUDWIG UHLMAN JG. 1869 DEPORTIERT 1942 THERESIENSTADT ERMORDET 1943                                                           | | Hölderlinstraße 57 Stolperstein        |                 | |
| HIER WOHNTE OSKAR UHLMAN JG. 1875 DEPORTIERT 1942 THERESIENSTADT ERMORDET 1943                                                            | | Hölderlinstraße 57 Stolperstein        |                 | |
| Tana Uhlman Jg. 1942 Deportiert 1942 Mit in den Tod genommen                                                                              | | Hölderlinstraße 57 Stolperstein        |                 | |
| | HIER WOHNTE VIKTOR EPSTEIN JG. 1859 DEPORTIERT 1942 THERESIENSTADT ERMORDET 1942 TREBLINKA                                                                                          | Johannesstraße 19 Stolperstein         | 19. Mai 2009    | |
| | HIER WOHNTE HERMANN THALMESSINGER JG. 1869 DEPORTIERT 1944 THERESIENSTADT TOT 1946 AN HAFTFOLGEN                                                                                    | Johannesstraße 40 Stolperstein         | 14. März 2008   | |
| | HIER WOHNTE AMALIE BECHHÖFER GEB. ROSENBERGER JG. 1877 DEPORTIERT 1942 THERESIENSTADT ERMORDET 1943                                                                                 | Johannesstraße 44 Stolperstein         |                 | |
| HIER WOHNTE ERNA BECHHÖFER JG. 1901 EINGEWIESEN 1936 HEILANSTALT ROTTENMÜNSTER 'VERLEGT' 16.9.1940 GRAFENECK ERMORDET 16.9.1940 AKTION T4 | | Johannesstraße 44 Stolperstein         |                 | |
| | HIER WOHNTE EMANUEL GRÜNWALD JG. 1880 DEPORTIERT 1941 RIGA ERMORDET | Johannesstraße 60 Stolperstein         | 1. Juli 2016    | |
| | HIER WOHNTE NELLY GRÜNWALD GEB. WERTHEIMER JG. 1888 DEPORTIERT 1941 RIGA ERMORDET                                                                                                   | Johannesstraße 60 Stolperstein         | 1. Juli 2016    | |
| | HIER WOHNTE LINA BLOCH GEB. EISIG JG. 1892 DEPORTIERT 1942 ERMORDET 1942 IN THERESIENSTADT                                                                                          | Johannesstraße 66 Stolperstein         |                 | |
| HIER WOHNTE DR. ROBERT BLOCH JG. 1888 DEPORTIERT 1942 ERMORDET 1942 IN AUSCHWITZ                                                          | | Johannesstraße 66 Stolperstein         |                 | |
| HIER WOHNTE OSKAR BLOCH JG. 1892 DEPORTIERT 1943 THERESIENSTADT ERMORDET 1944 IN AUSCHWITZ                                                | | Johannesstraße 66 Stolperstein         |                 | |
| HIER WOHNTE ILSE BLOCH GEB. LÖWENSTEIN JG. 1914 DEPORTIERT 1943 THERESIENSTADT ERMORDET 1944 IN AUSCHWITZ                                 | | Johannesstraße 66 Stolperstein         |                 | |
| | Hier wohnte Siegfried Schwarzschild Jg. 1877 deportiert 1942 Theresienstadt ermordet 1944 in Auschwitz                                                                              | Klopstockstraße 34A Stolperstein       | 12. Apr. 2011   | |
| | Hier wohnte Julius Lindauer Jg. 1876 deportiert 1942 Izbica, ermordet | Klopstockstraße 57 Stolperstein        | 6. Okt. 2009    | |
| | Hier wohnte Mina Lindauer geb. Basnizki Jg. 1887 deportiert 1942 Izbica ermordet | Klopstockstraße 57 Stolperstein        | 6. Okt. 2009    | |
| | Hier wohnte Erich Buchin Jg. 1882 verhaftet 12.8.1943 'Wehrkraftzersetzung' verurteilt 6.9.1943 hingerichtet 7.9.1943 Berlin-Plötzensee                                             | Klugestraße 34 Stolperstein            |                 | |
| | Hier wohnte Ludwig Weissburger Jg. 1905 Deportiert Kowno 1944 Dachau Ermordet 16.2.1945                                                                                             | Lerchenstraße 28                       | 27. Okt. 2016   | Ludwig Weißburger |
| | Hier wohnte Ludwig Levi Jg. 1896 Deportiert 1941 Ermordet in Riga | Leuschnerstraße 47 Stolperstein        |                 | |
| | Hier wohnte Heinrich Richheimer Jg. 1861 Deportiert 1942 Ermordet 1942 in Theresienstadt                                                                                            | Leuschnerstraße 48B Stolperstein       | 29. Sep. 2008   | |
| | Hier wohnte Berta Rauner Jg. 1886 Deportiert 1944 Theresienstadt Ermordet 1944 in Auschwitz                                                                                         | Leuschnerstraße 51 Stolperstein        |                 | |
| | Hier wohnte Josefine Kroner Geb. Löwendahl Jg. 1861 Deportiert 1942 Ermordet 1942 in Theresienstadt                                                                                 | Lindenspürstraße 30 Stolperstein       |                 | |
| | Hier wohnte Klara Mayer Geb. Oppenheimer Jg. 1877 Deportiert 1942 Theresienstadt Ermordet 1942 in Treblinka                                                                         | Lindenspürstraße 30 Stolperstein       |                 | |
| | Hier wohnte Paul Mayer Jg. 1875 Deportiert 1942 Theresienstadt Ermordet 1942 in Treblinka                                                                                           | Lindenspürstraße 30 Stolperstein       |                 | |
| | Hier wohnte Meta Gerson Geb. Jordan Jg. 1876 Deportiert 1941 Ermordet in Riga | Lindenspürstraße 35 Stolperstein       | 30. Sep. 2008   | |
| | Hier wohnte Mathilde Justitz Jg. 1882 Deportiert 1941 Ermordet 1942 in Riga | Reinsburgstraße 104 Stolperstein       | Sep. 2005       | |
| | Hier wohnte Rudolf Justitz Jg. 1877 Deportiert 1941 Ermordet 1942 in Riga | Reinsburgstraße 104 Stolperstein       | Sep. 2005       | |
| | Hier wohnte Hedwig Hirschfeld Geb. Kaufmann Jg. 1879 Deportiert 1942 Ermordet in Theresienstadt                                                                                     | Reinsburgstraße 107 Stolperstein       |                 | |
| | Hier wohnte Ida Bernheimer geb. Levinger Jg. 1878 deportiert 1942 Theresienstadt ermordet 1944 Auschwitz                                                                            | Reinsburgstraße 187 Stolperstein       | 14. Apr. 2012   | |
| | Hier wohnte Sigmund Bernheimer Jg. 1869 deportiert 1942 ermordet 1943 in Theresienstadt                                                                                             | Reinsburgstraße 187 Stolperstein       | 14. Apr. 2012   | |
| | Hier wohnte David Wälder Jg. 1883 deportiert 1941 ermordet in Riga | Reinsburgstraße 187 Stolperstein       | 14. Apr. 2012   | |
| | Hier wohnte Pauline Wälder geb. Cahn Jg. 1887 deportiert 1941 ermordet in Riga | Reinsburgstraße 187 Stolperstein       | 14. Apr. 2012   | |
| | Hier wohnte Ferdinand Fleischer Jg. 1907 Eingewiesen 1937 'Heilanstalt' Weissenau Ermordet 20.5.1940 Grafeneck Aktion T4                                                            | Reuchlinstraße 9 Stolperstein          |                 | |
| | Hier wohnte Ludwig Fleischer Jg. 1916 Deportiert 1941 Ermordet 1944 in Riga | Reuchlinstraße 9 Stolperstein          |                 | |
| | Hier wohnte Moritz Fleischer Jg. 1872 Deportiert 1942 Theresienstadt Ermordet 1944 in Auschwitz                                                                                     | Reuchlinstraße 9 Stolperstein          |                 | |
| | Hier wohnte Paula Fleischer Jg. 1913 Deportiert 1942 Ermordet 1944 in Auschwitz | Reuchlinstraße 9 Stolperstein          |                 | |
| | Hier wohnte Fanny Strecker geb. Unteregger Jg. 1871 eingewiesen 1911 Heilanstalt Weinsberg 'verlegt' 4.6.1940 Grafeneck ermordet 4.6.1940 'Aktion T4'                               | Rosenbergplatz 2 Stolperstein          | 4. März 2022    | Anna Josepha Maria "Fanny" Strecker |
| | Hier wohnte Lucia Spielmann geb. Ermann Jg. 1906 abgeschoben 1938 ermordet im besetzten Polen                                                                                       | Rosenbergstraße 105 Stolperstein       | 19. Mai 2009    | |
| | Hier wohnte Norbert Spielmann Jg. 1909 abgeschoben 1938 ermordet im besetzten Polen                                                                                                 | Rosenbergstraße 105 Stolperstein       | 19. Mai 2009    | |
| | Hier wohnte Albert Fröhlich Jg. 1920 eingewiesen 'Heilanstalt' Grafeneck ermordet 1940                                                                                              | Rosenbergstraße 119 Stolperstein       | 24. Sep. 2007   | |
| | Hier wohnte Nathan Fröhlich Jg. 1883 Verhaftet 12.11.1938 KZ Dachau Ermordet 12.12.1938                                                                                             | Rosenbergstraße 119 Stolperstein       | 24. Sep. 2007   | |
| | Hier wohnte Gertrud Brandenburger Jg. 1913 Deportiert 1941 Riga Ermordet | Rosenbergstraße 136B Stolperstein      | 19. Mai 2009    | |
| | Hier wohnte Julie Brandenburger Geb. Feigenheimer Jg. 1887 Deportiert 1941 Riga Ermordet                                                                                            | Rosenbergstraße 136B Stolperstein      | 19. Mai 2009    | |
| | Hier wohnte Hedwig Neuhäuser geb. Reis Jg. 1881 deportiert 1942 Theresienstadt ermordet 1944 in Auschwitz                                                                           | Rosenbergstraße 149 Stolperstein       | 23. Nov. 2011   | |
| | Hier wohnte Bertha Reis geb. Fellheim Jg. 1861 deportiert 1942 ermordet in Theresienstadt                                                                                           | Rosenbergstraße 149 Stolperstein       | 23. Nov. 2011   | |
| | Hier wohnte Riekchen Rothschild Geb. Weinthal Jg. 1878 Deportiert 1942 Izbica Ermordet                                                                                              | Rotebühlstraße 106 Stolperstein        | 15. Nov. 2018   | |
| | Hier wohnte Hermann Stettiner Jg. 1911 Verhaftet 1939 'Landesverrat' 1939 Lebenslänglich Mehrere Haftanstalten und KZ 1942 Auschwitz Ermordet                                       | Rotebühlstraße 145 Stolperstein        | 16. Apr. 2012   | |
| | Hier wohnte Anna Ausübel Geb. Knopf Jg. 1865 Deportiert 1942 Ermordet 1942 in Theresienstadt                                                                                        | Schloßstraße 54 Stolperstein           | 30. Sep. 2008   | |
| | Hier wohnte Sally Ausübel Jg. 1901 Verhaftet 1939 Ermordet 1942 in Ravensbrück | Schloßstraße 54 Stolperstein           | 30. Sep. 2008   | |
| | Hier wohnte Julius Gailinger Jg. 1929 Deportiert 1942 Izbica Ermordet | Schloßstraße 54 Stolperstein           | 30. Sep. 2008   | |
| | Hier wohnte Mathilde Gailinger Geb. Wertheim Jg. 1895 Deportiert 1942 Izbica Ermordet                                                                                               | Schloßstraße 54 Stolperstein           | 30. Sep. 2008   | |
| | Hier wohnte Max Gailinger Jg. 1882 Deportiert 1942 Izbica Ermordet | Schloßstraße 54 Stolperstein           | 30. Sep. 2008   | |
| | Hier wohnte Salome Warscher Geb. Fussmann Jg. 1880 deportiert 1941 Riga Erschossen 26.3.1942                                                                                        | Schlossstraße 62 Stolperstein          | 28. Apr. 2006   | |
| | Hier wohnte Lilly Röck Jg. 1895 Eingewiesen 1935 'Heilanstalt' Winnental Ermordet 24.6.1940 Grafeneck Aktion T4                                                                     | Schwabstraße 100 Stolperstein          | 9. Okt. 2010    | |
| | HIER WOHNTE BERNHARD SCHREIBER JG. 1871 DEPORTIERT 1942 THERESIENSTADT ERMORDET IN TREBLINKA                                                                                        | Schwabstraße 126 Stolperstein          | 12. Apr. 2011   | |
| | HIER WOHNTE HEDWIG SCHREIBER GEB. LEVY JG. 1878 DEPORTIERT 1942 THERESIENSTADT ERMORDET IN TREBLINKA                                                                                | Schwabstraße 126 Stolperstein          | 12. Apr. 2011   | |
| | Hier wohnte David Jakob Spielmann Jg. 1875 abgeschoben 1938 ermordet im besetzten Polen                                                                                             | Seyfferstraße 73 Stolperstein          | 20. Mai 2009    | |
| | Hier wohnte Elisabeth ‚Elsa‘ Spielmann Jg. 1906 abgeschoben 1938 ermordet im besetzten Polen                                                                                        | Seyfferstraße 73 Stolperstein          | 20. Mai 2009    | |
| | Hier wohnte Fanny Spielmann Jg. 1916 abgeschoben 1938 ermordet im besetzten Polen                                                                                                   | Seyfferstraße 73 Stolperstein          | 20. Mai 2009    | |
| | HIER WOHNTE ANNA THEURER JG. 1908 EINGEWIESEN 1935 HEILANSTALT CHRISTOPHSBAD 'VERLEGT' 10.12.1940 GRAFENECK ERMORDET 10.12.1940 AKTION T4                                           | Spittastraße 6 Stolperstein            | 12. Nov. 2013   | |
| | HIER WOHNTE SIEGFRIED FISKUS 'SERGE FORDER' JG. 1926 FLUCHT 1933 FRANKREICH IM WIDERSTAND AB 1943 VERHAFTET 1944 DEPORTIERT 1944 AUSCHWITZ ERMORDET 22.1.1945 HAILFINGEN/TAILFINGEN | Weimarstraße 15 Stolperstein           | 4. März 2022    | |
| | HIER WOHNTE EMIL ROHRER JG. 1913 EINGEWIESEN 1936 'HEILANSTALT' ROTTENMÜNSTER ERMORDET 5.12.1940 GRAFENECK AKTION T4                                                                | Weimarstraße 17 Stolperstein           | 12. Apr. 2011   | |
| | Hier wohnte Frieda Jaffé geb. Löwenthal Jg. 1887 deportiert 1941 Riga ermordet 1942                                                                                                 | Weimarstraße 31 Stolperstein           |                 | |
| | Hier wohnte Hans Jaffé Jg. 1885 deportiert 1942 ermordet in Izbica | Weimarstraße 31 Stolperstein           |                 | |
| | Hier wohnte Hertha Jaffé Jg. 1930 deportiert 1930 Riga ermordet 1942 | Weimarstraße 31 Stolperstein           |                 | |
| | Hier wohnte Jakob Jaffé Jg. 1884 deportiert 1941 Riga ermordet 1943 | Weimarstraße 31 Stolperstein           |                 | |